# Miklos Perlus
Miklos Perlus est un acteur et scénariste canadien, né le 23 mars 1977  à Toronto (Canada).

## Filmographie

### Acteur
- 1989 : Les Contes d'Avonlea (Road to Avonlea) (série TV) : Peter Craig
- 1994 : Highlander (Highlander: The Animated Series) (série TV) : Quentin MacLeod (voix)
- 1995 : L'Aigle de fer 4 (Iron Eagle IV) : New Kid
- 1997 : Student Bodies (Student Bodies) (série TV) : Victor Kane
- 2000 : Nowhere in Sight : Sean Finley
- 2001 : Les Osmond (Inside the Osmonds) (TV) : Jay
- 2002 : Expecting : Movie star
- 2006 : Ma vie de star (Instant Star) : Brad ; épisode: No Sleep 'Til Brooklyn: Part 1
- 2009 : Cybermatt (Cyberchase) : un chanteur (voix)
- 2010–2013 : Sidekick : Eric Needles (voix), TV series
- 2013 : Faut pas rêver (Fugget About It) : Eli (voix)